# محوطه کهنه‌جید
محوطه کهنه جید مربوط به سده‌های اولیه دوران‌های تاریخی پس از اسلام است و در شهرستان نمین، بخش عنبران، روستای جید واقع شده و این اثر در تاریخ ۲۷ مرداد ۱۳۸۲ با شمارهٔ ثبت ۹۶۸۴ به‌عنوان یکی از آثار ملی ایران به ثبت رسیده است.